# Morro do Chapéu do Piauí
Morro do Chapéu do Piauí est une municipalité brésilienne située dans l'État du Piauí.